# Bungi
El bungi (també anomenat bungee, bungie, bungay o dialecte de Red River) és un crioll de l'anglès escocès (o scots) fortament influenciat pel dialecte escocès de les Òrcades, el gaèlic escocès, i llengües nadiues com el cree o l'idioma ojibwa, i parlat pels métis de Red River, en l'actual Manitoba (Canadà). El bungi s'ha categoritzat com un "post-crioll". Les característiques distintives de la llengua s'han abandonat gradualment per les successives generacions de parlants, a favor de l'anglès canadenc. Avui dia, aquest pidgin està extingit, però cap al 1980 existia en diversos graus significatius de decadència, especialment, en la parla de part de la gent gran, i limitat lingüísticament amb una fonètica sense estandarditzar ni normalitzar i amb un lèxic reduït.